# Élections législatives de 1986 en Maine-et-Loire
Les élections législatives françaises de 1986 ont lieu le 16 mars 1986. Dans le département de Maine-et-Loire, sept députés sont à élire dans le cadre d'un scrutin proportionnel par liste départementale à un seul tour.

## Élus
| Député élu         |  | Parti     |
| ------------------ |  | --------- |
| Jean Foyer         |  | RPR       |
| Maurice Ligot      |  | UDF       |
| Jean Narquin       |  | RPR       |
| Edmond Alphandéry  |  | UDF (CDS) |
| Jean Bégault       |  | UDF       |
| Ginette Leroux     |  | PS        |
| Jean-Claude Chupin |  | PS        |

## Résultats

### Résultats à l'échelle du département
| Liste Parti politique | Liste Parti politique                                                                                       | Tête de liste         | Tour unique | Tour unique | Sièges |
| Liste Parti politique | Liste Parti politique                                                                                       | Tête de liste         | Voix        | %           | Sièges |
| --------------------- | --- | --------------------- | ----------- | ----------- | ------ |
|                       | Union de l'opposition pour le Maine-et-Loire Rassemblement pour la République (UDF)                         | Jean Foyer            | 183 800     | 55,72       | 5      |
|                       | Pour une majorité de progrès avec le président de la République Parti socialiste                            | Ginette Leroux        | 100 694     | 30,53       | 2      |
|                       | Rassemblement national Front national                                                                       | Jean-Jacques Gérardin | 17 283      | 5,24        | 0      |
|                       | Liste présentée par le Parti communiste français Parti communiste français                                  | Jean Bertholet        | 15 026      | 4,55        | 0      |
|                       | Lutte ouvrière (LCR)                                                                                        | Marie-Louise Dupas    | 3 400       | 1,03        | 0      |
|                       | Initiative 86 - Entreprendre et réussir la France de l'an 2000 Sans étiquette                               | Bernard Delattre      | 2 830       | 0,86        | 0      |
|                       | Liste du Mouvement pour un parti des travailleurs Extrême gauche (Mouvement pour un parti des travailleurs) | Jacques Martineau     | 2 498       | 0,75        | 0      |
|                       | Nous sommes royalistes Divers gauche                                                                        | Bertrand Renouvin     | 2 230       | 0,67        | 0      |
|                       | Le Front français, comme vous, avec vous Extrême droite (diss. Front national)                              | Albert Lépine         | 2 078       | 0,63        | 0      |
|                       | |                       |             |             |        |
| Inscrits              | Inscrits | Inscrits              | 450 853     | 100,00      | 7      |
| Abstentions           | Abstentions                                                                                                 | Abstentions           | 97 042      | 21,52       |        |
| Votants               | Votants | Votants               | 353 811     | 78,47       |        |
| Blancs et nuls        | Blancs et nuls                                                                                              | Blancs et nuls        | 23 970      | 6,77        |        |
| Exprimés              | Exprimés | Exprimés              | 329 841     | 93,22       |        |

### Listes complètes en présence
| Liste Étiquette politique (partis et alliances) | Liste Étiquette politique (partis et alliances)                                            | Candidats (et remplaçants éventuels) |
| ----------------------------------------------- | ------------------------------------------------------------------------------------------ | --- |
|                                                 | Union de l'opposition pour le Maine-et-Loire Union de la droite (RPR - UDF)                | 1. Jean Foyer (RPR) 2. Maurice Ligot (UDF) 3. Jean Narquin (RPR) 4. Edmond Alphandéry (UDF-CDS) 5. Jean Bégault (UDF-AD) 6. René la Combe (RPR) 7. Jean-Paul Hugot (RPR) ————————————8. Michelle Moreau (Centr.) 9. Jean Saint-Bris (RPR) |
|                                                 | Pour une majorité de progrès avec le président de la République Parti socialiste           | 1. Ginette Leroux 2. Jean-Claude Chupin 3. Jacques Percereau 4. Roger Landais 5. Jean-Yves Dumont 6. Marie-Jeanne Ragueneau 7. Claude Desblancs ————————————8. Georges Cesbron 9. Daniel Dupuis                                           |
|                                                 | Rassemblement national Front national                                                      | 1. Jean-Jacques Gérardin 2. Jean-Léon Rochefort 3. Bernard Chotard 4. Léon Herbreteau 5. Micheline Hernandez 6. André Watremez 7. Michel Stasse ————————————8. Jacques Lemonnier 9. Anne-Marie Durafour                                   |
|                                                 | Liste présentée par le Parti communiste français Parti communiste français                 | 1. Jean Bertholet 2. Jean-Paul Plassard 3. Jean-Paul Gouraud 4. Jack Proult 5. Régine Samson 6. Michel Raimbault 7. Léone Pouvreau ————————————8. Roger Tarjon 9. Guy Peltier                                                             |
|                                                 | Liste LO-LCR Lutte ouvrière - Ligue communiste révolutionnaire                             | 1. Marie-Louise Dupas 2. Didier Testu 3. Robert Cerisier 4. Jean-Pierre Lainé 5. Alain Ruchaud 6. Marie-José Faligant 7. François Bombled ————————————8. Jean-François Pozzan 9. Dominique Debouis                                        |
|                                                 | Initiative 86 - Entreprendre et réussir la France de l'an 2000 Sans étiquette              | 1. Bernard Delattre 2. Dominique Brémond 3. Josiane Béasse 4. Michel Perrot 5. Didier Lemoine 6. Jean-Claude Madier 7. André Lejard ————————————8. Claude Gilbert 9. Dominique Tellier                                                    |
|                                                 | Liste du Mouvement pour un parti des travailleurs Mouvement pour un parti des travailleurs | 1. Jacques Martineau 2. Jerry Lochard 3. Dominique Barbier 4. Yves Courant 5. Marguerite Godicheau 6. Jean Claveau 7. Jean-François Sublet ————————————8. Jacques Foubert 9. Jean-Marie Drouet                                            |
|                                                 | Nous sommes royalistes Nouvelle Action royaliste                                           | 1. Bertrand Renouvin 2. Nicolas Lucas 3. Xavier Perrodeau 4. Luc Demay de Goustine 5. Pierre-Anne Quain 6. Didier Le Roue 7. Jean-Jacques Boisserolle ————————————8. Patricia Loche 9. Bernard Laplace                                    |
|                                                 | Le Front français, comme vous, avec vous Extrême droite (Front national dissident)         | 1. Albert Lépine 2. Pierre Papay 3. Mathilde Gavouyère 4. Dominique d'Amiens- 5. François Martinot dit de Preuil 6. Alain Poirier 7. André Vincent ————————————8. Suzanne Vitrant 9. Yvette Rampillon                                     |